# Cecilia Sandell
Ann Cecilia Sandell (10 de junho de 1968) é uma ex-futebolista profissional sueca que atuava como defensora.

## Carreira
Cecilia Sandell fez parte do elenco da Seleção Sueca de Futebol Feminino, nas Olimpíadas de 1996 e 2000.